# Sommergewitter (1998)
Sommergewitter ist ein deutscher Fernsehfilm aus dem Jahr 1998, der am 22. Dezember 1998 im ZDF zum ersten Mal gezeigt wurde. Er ist eine Produktion der Aspekt Telefilm-Produktion (Markus Trebitsch) im Auftrag des ZDF. Das Drehbuch stammt aus der Feder der Erfolgsautorin Christiane Sadlo.

## Handlung
Benedikt und Hanna Lorenz führen in München eine Tierarztpraxis. Als eines Nachts ihrer 16-jährigen Tochter Nena unterwegs mit Freunden das Benzin ausgegangen ist und Benedikt zum Abholen losfährt, kommt er bei einem Verkehrsunfall ums Leben. Gegen den Widerstand ihrer Tochter, die ihre Freunde und die Großstadt nicht aufgeben will, entschließt sich Hanna für die Übernahme einer Tierarztpraxis im ländlichen Holstein, deren Inhaber, Doc Martens, sie einarbeitet und bei sich unterbringt. Die Landwirte zeigen sich anfänglich einer Frau gegenüber skeptisch, obwohl Hanna ihrer Aufgabe gewachsen ist. Hannas 10-jähriger Sohn Benni freundet sich mit dem Doc an, Nena näher mit dem gleichaltrigen Jörg, der Pferdeknecht auf dem Gestüt von Graf Michael von Daldorf ist, wo Hanna öfter gebraucht wird. Nena darf dort Hindernisreiten üben und ist zunehmend begeistert von dem Umzug. Der Graf ist mit der Turnierreiterin Irena Sahmer liiert, hält sich aber mit Gefühlen zurück. Als Hanna eines Abends mit von Daldorf über Nena sprechen will, findet sie ihm am Seeufer am Grab seiner mit acht Jahren gestorbenen Tochter. Wegen eines plötzlichen Gewitters suchen sie in einer Mühle Unterschlupf, wo sie aneinander gelehnt einschlafen und sich am Morgen küssen. Irena sieht die beiden Hand in Hand zurückreiten und sagt zu Michael, dass Hanna sie an Katherina erinnert, seine Ex-Frau. Daraufhin weist Michael Hanna zurück, möchte kein Verlieben, Abhängigkeiten, Bindung, ohne sich dazu näher zu erklären. Michael besucht Katherina im Gefängnis, die etwas früher entlassen wird. Irena zerrt Michael zum Juwelier, um Eheringe zu kaufen. Der Tierarzt informiert Hanna und Nena von der bevorstehenden Heirat. Im Gestüt wirft Nena dem Grafen vor, Irena nicht aus Liebe zu heiraten. Die Gräfin kommt hinzu und besucht mit ihrem Ex das Grab der Tochter. Doc Martens erzählt Hanna, dass Katherina wegen des Todes ihrer Tochter verurteilt wurde und sich unmittelbar danach scheiden ließ. Michael sagt zu Irena, sie nicht heiraten zu können, weil er sie nicht liebt. Gleich darauf verletzt sich ihr Pferd, Hanna muss bei einer Operation mithelfen. Danach gesteht Michael Hanna, dass er sie liebt, die will aber nichts mehr von ihm wissen. Michael erklärt ihr, dass er Katherina mit der Tochter erpresst hat, als sie ihn wegen eines anderen Mannes verlassen wollte, sie dann zwar geblieben ist, aber aufgrund der Anspannung mit ihm und der Tochter im Auto gegen einen Brückenpfeiler gefahren ist. Aus Angst vor schmerzvollen Gefühlen habe er Hanna zurückgewiesen und Irena werde er nicht heiraten. Hanna ist zu verletzt, um sich erneut auf Michael einlassen zu können und sucht die Mühle auf, zu der alsbald auch Michael geritten kommt. Sie gehen aufeinander zu und umarmen sich.

## Kritik
„Problemüberfrachtetes, melodramatisches Frauenschicksal.“